# Johannes Knoth
Johannes Knoth (* 20. November 1891 in Solz, Landkreis Rotenburg an der Fulda; † 27. Juni 1930 in Frankfurt am Main) war ein deutscher Politiker (KPD). Er war Abgeordneter des Preußischen Landtages.

## Leben
Knoth arbeitete als Eisenbahnschaffner in Frankfurt am Main. 1917 trat er der Unabhängigen Sozialdemokratischen Partei Deutschlands (USPD) bei und wechselte Ende 1920 zur Kommunistischen Partei Deutschlands (KPD). Knoth wurde am 20. Februar 1921 im Wahlkreis Hessen-Nassau als Abgeordneter für die KPD in den Preußischen Landtag gewählt. Bei den Wahlen zum Preußischen Landtag am 7. Dezember 1924 wurde er jedoch nicht mehr aufgestellt.